# China Yuchai International
China Yuchai International Limited — холдинговая компания, зарегистрированная на Нью-Йоркской фондовой бирже. Основана в 1993 году и имеет штаб-квартиру в Сингапуре. Фирма состоит из двух подразделений: Guangxi Yuchai Machinery Company Limited («GYMCL»), которое занимается производством двигателей, и HL Global Enterprises Limited («HLGE»), которое работает в индустрии гостеприимства.

## Продукция
Подразделение GYMCL производит двигатели для автотранспортных средств, генераторные установки, а также для судового и промышленного применения. Оно также выпускает продукцию, связанную с дизельным топливом, такую как электрогенераторы и другие двигатели. Продукция включает дизельный двигатель YC6K, мощные судовые дизельные двигатели (YC6T, YC6C, YC12VT, YC8C, 4D20), двигатели для выработки электроэнергии и 4-цилиндровый двигатель для легковых автомобилей 4D20.
Подразделение HLGE управляет отелями и другой недвижимостью в Китае и Малайзии.
Группа компаний TCL продает цифровые фотоаппараты, проекторы данных, iPhone, iPad и аудиопродукцию, плазменные телевизоры и телевизоры со светодиодной подсветкой (LED), настольные компьютеры и ноутбуки. Подразделение также имеет собственный бренд YES.

## Операции

### Исполнительное руководство
Ван Мин Хо является нынешним директором и президентом компании.

### Последние события
- В сентябре 2013 года серия 12-литровых шестицилиндровых двигателей YC6K получила премию Европейского союза E-Mark[5].
- В июне 2013 года компания China Yuchai International Limited объявила о создании своей дочерней компании «GYMCL». Y&C Engine Co., Ltd. Baotou Bei Ben Heavy Duty Truck Co., Ltd. и Inner Mongolia First Machinery Group Co., Ltd. создали новое совместное предприятие («JV Company») в Баотоу, Внутренняя Монголия. В октябре 2013 года China Yuchai International Limited объявила об изменениях в структуре собственности совместного предприятия.

## Guangxi Yuchai Machinery Company Limited
Компания Guangxi Yuchai Machinery Co. Ltd была основана в 1951 году как производитель автомобильных, судовых и стационарных дизельных двигателей для грузовых автомобилей, автобусов, пассажирских транспортных средств, строительной техники, судового и сельскохозяйственного оборудования. Их штаб-квартира расположена в Юйлине, провинция Гуанси, Китай, и располагает семью производственными базами, такими как Фуцзянь, Цзянсу, Аньхой, Шаньдун и др.
В 2012 году, на фоне продолжающегося спада на рынке, компания Yuchai зарегистрировала чрезмерный объём продаж в 11000 единиц.

### Двигатели[6]

#### Длягрузовых автомобилей
YC4D — 4,2-литровый рядный четырёхцилиндровый четырёхтактный турбодизельный двигатель с водяным охлаждением и интеркулером мощностью 89—97 кВт (120—130 л. с.).
YC4E — 4,2-литровый рядный четырёхцилиндровый четырёхтактный турбодизельный двигатель с водяным охлаждением и интеркулером мощностью 100—120 кВт (140—160 л. с.).
YC4FA — 2,9-литровый рядный четырёхцилиндровый четырёхтактный турбодизельный двигатель с водяным охлаждением, интеркулером, ТНВД Bosch и Common-Rail мощностью 67—89 кВт (90—120 л. с.).
YC6A — 7,2-литровый рядный шестицилиндровый четырёхтактный турбодизельный двигатель с водяным охлаждением, интеркулером, ТНВД Bosch, Common-Rail и SCR Post-Processing мощностью 180—200 кВт (240—270 л. с.).
YC6J — 6,4-литровый рядный шестицилиндровый четырёхтактный турбодизельный двигатель с водяным охлаждением, интеркулером, ТНВД Bosch, Common-Rail и SCR Post-Processing мощностью 140—170 кВт (190—230 л. с.).
YC6L — 8,4-литровый рядный шестицилиндровый четырёхтактный турбодизельный двигатель с водяным охлаждением, интеркулером, ТНВД Bosch, Common-Rail и SCR Post-Processing мощностью 190—250 кВт (260—330 л. с.).
YC6M/MK — рядные шестицилиндровые четырёхтактные турбодизельные двигатели объёмом от 9,8 до 10,3 л с водяным охлаждением,  интеркулером, ТНВД Bosch, Common-Rail и SCR Post-Processing мощностью 209—287 кВт (280—385 л. с.).

#### Дляавтобусов
YC4D — 4,2-литровый рядный четырёхцилиндровый четырёхтактный турбодизельный двигатель с водяным охлаждением и интеркулером мощностью 97—104 кВт (130—140 л. с.).
YC4E — 4,2-литровый рядный четырёхцилиндровый четырёхтактный турбодизельный двигатель с водяным охлаждением, интеркулером, ТНВД Bosch, Common-Rail и SCR Post-Processing мощностью 100—120 кВт (140—160 л. с.).
YC4F — 2,9-литровый рядный четырёхцилиндровый четырёхтактный турбодизельный двигатель с водяным охлаждением и интеркулером мощностью 67—86 кВт (90—115 л. с.).
YC4FA — 2,9-литровый рядный четырёхцилиндровый четырёхтактный турбодизельный двигатель водяным охлаждением, интеркулером, ТНВД Bosch, Common-Rail и SCR Post-Processing мощностью 67—97 кВт (90—130 л. с.).
YC4G — 5,9-литровый рядный четырёхцилиндровый четырёхтактный турбодизельный двигатель водяным охлаждением, интеркулером, ТНВД Bosch, Common-Rail и SCR Post-Processing мощностью 130—160 кВт (170—220 л. с.).
YC6A — 7,2-литровый рядный шестицилиндровый четырёхтактный турбодизельный двигатель с водяным охлаждением, интеркулером, ТНВД Bosch, Common-Rail и SCR Post-Processing мощностью 180—210 кВт (240—280 л. с.).
YC6G — 7,8-литровый рядный шестицилиндровый четырёхтактный турбодизельный двигатель с водяным охлаждением, интеркулером, ТНВД Bosch, Common-Rail и SCR Post-Processing мощностью 150—220 кВт (200—300 л. с.).
YC6J — 6,4-литровый рядный шестицилиндровый четырёхтактный турбодизельный двигатель с водяным охлаждением, интеркулером, ТНВД Bosch, Common-Rail и SCR Post-Processing мощностью 142—183 кВт (190—245 л. с.).
YC6L — 8,4-литровый рядный шестицилиндровый четырёхтактный турбодизельный двигатель с водяным охлаждением, интеркулером, ТНВД Bosch, Common-Rail и SCR Post-Processing мощностью 180—250 кВт (240—330 л. с.).
YC6MK — 10,3-литровый рядный шестицилиндровый четырёхтактный турбодизельный двигатель с водяным охлаждением, интеркулером, ТНВД Bosch, Common-Rail и SCR Post-Processing мощностью 250—330 кВт (340—400 л. с.).

#### Сельскохозяйственные
YC4A — 4,8-литровый рядный четырёхцилиндровый четырёхтактный турбодизельный двигатель с водяным охлаждением и интеркулером мощностью 60—97 кВт (80—130 л. с.), отвечающий стандарту Tier 2 Emission Compliant.
YC4B — 4,5-литровый рядный четырёхцилиндровый четырёхтактный турбодизельный двигатель с водяным охлаждением и интеркулером мощностью 63—86 кВт (85—115 л. с.), отвечающий стандарту Tier 2 Emission Compliant.
YC4D — 4,2-литровый рядный четырёхцилиндровый четырёхтактный турбодизельный двигатель с водяным охлаждением и интеркулером мощностью 67—89 кВт (90—120 л. с.), отвечающий стандарту Tier 2 Emission Compliant.
YC4F — 2,6-литровый рядный четырёхцилиндровый четырёхтактный турбодизельный двигатель с водяным охлаждением и интеркулером мощностью 48 кВт (65 л. с.), отвечающий стандарту Tier 2 Emission Compliant.
YC6A — 7,2-литровый рядный шестицилиндровый четырёхтактный турбодизельный двигатель с водяным охлаждением и интеркулером мощностью 153—172 кВт (205—330 л. с.), отвечающий стандарту Tier 2 Emission Compliant.
YC6B — 6,8-литровый рядный шестицилиндровый четырёхтактный турбодизельный двигатель с водяным охлаждением и интеркулером мощностью 101—127 кВт (135—170 л. с.), отвечающий стандарту Tier 2 Emission Compliant.
YC6J — 6,4-литровый рядный шестицилиндровый четырёхтактный турбодизельный двигатель с водяным охлаждением и интеркулером мощностью 130—138 кВт (175—185 л. с.), отвечающий стандарту Tier 2 Emission Compliant.

### Двигатели длястроительной техники

#### Дляпогрузчиков
YC4D — 4,2-литровый рядный четырёхцилиндровый четырёхтактный атмосферный дизельный двигатель с водяным охлаждением мощностью 60 кВт (80 л. с.), отвечающий стандарту Tier 2 Emission Compliant.
YC4B — 4,5-литровый рядный четырёхцилиндровый четырёхтактный атмосферный дизельный двигатель с водяным охлаждением мощностью 67 кВт (90 л. с.), отвечающий стандарту Tier 2 Emission Compliant.
YC4A — 4,8-литровый рядный четырёхцилиндровый четырёхтактный турбодизельный двигатель с водяным охлаждением и интеркулером мощностью 78 кВт (105 л. с.), отвечающий стандарту Tier 2 Emission Compliant.
YC6J — 6,4-литровый рядный шестицилиндровый четырёхтактный турбодизельный двигатель с водяным охлаждением и интеркулером мощностью 93 кВт (125 л. с.), отвечающий стандарту Tier 2 Emission Compliant.
YC6B — 6,8-литровый рядный шестицилиндровый четырёхтактный турбодизельный двигатель с водяным охлаждением и интеркулером мощностью 93 кВт (125 л. с.), отвечающий стандарту Tier 2 Emission Compliant.
YC6MK — 9,8-литровый рядный шестицилиндровый четырёхтактный турбодизельный двигатель с водяным охлаждением и интеркулером мощностью 160 кВт (220 л. с.), отвечающий стандарту Tier 2 Emission Compliant.

#### Длявилочных погрузчиков
YC4A — 4,8-литровый рядный четырёхцилиндровый турбодизельный двигатель мощностью 86 кВт (115 л. с.), отвечающий стандарту Tier 2 Emission Compliant.
YC6B — 6,8-литровый рядный шестицилиндровый атмосферный дизельный двигатель мощностью 89 кВт (120 л. с.), отвечающий стандарту Tier 2 Emission Compliant.
YC6A — 7,2-литровый рядный шестицилиндровый турбодизельный двигатель мощностью 130 кВт (175 л. с.), отвечающий стандарту Tier 2 Emission Compliant.

#### Дляэкскаваторов
YC4D — 4,2-литровый рядный четырёхцилиндровый турбодизельный двигатель мощностью 82 кВт (110 л. с.), отвечающий стандарту Tier 2 Emission Compliant.
YC6A — 6,4-литровый рядный шестицилиндровый атмосферный дизельный двигатель мощностью 120 кВт (160 л. с.), отвечающий стандарту Tier 2 Emission Compliant.

#### Длядорожных катков
YC6B/YC6A — рядные шестицилиндровые атмосферные либо турбированные дизельные двигатели объёмом от 6,8 до 7,8 л с интеркулером мощностью 89—142 кВт (120—190 л. с.), отвечающий стандарту Tier 2 Emission Compliant.

#### Длябуровых установок
YC4D — 4,2-литровый рядный четырёхцилиндровый турбодизельный двигатель мощностью 60—71 кВт (80—95 л. с.), отвечающий стандарту Tier 2 Emission Compliant.
YC6M — 9,8-литровый рядный шестицилиндровый турбодизельный двигатель мощностью 180 кВт (240 л. с.), отвечающий стандарту Tier 2 Emission Compliant.

#### Длякарьерных самосвалов
YC6M — 10,3-литровый рядный шестицилиндровый турбодизельный двигатель мощностью 254—280 кВт (340—375 л. с.), отвечающий стандарту Tier 2 Emission Compliant.

### Судовые двигатели
YC4F — 2,6-литровый вертикально расположенный рядный четырёхцилиндровый четырёхтактный турбодизельный двигатель с водяным охлаждением и интеркулером мощностью 67—86 кВт (90—115 л. с.).
YC4D — 4,2-литровый вертикально расположенный рядный четырёхцилиндровый четырёхтактный турбодизельный двигатель с водяным охлаждением и интеркулером мощностью 56—81 кВт (75—108 л. с.).
YC6A — 7,2-литровый вертикально расположенный рядный шестицилиндровый четырёхтактный турбодизельный двигатель с водяным охлаждением и интеркулером мощностью 81—209 кВт (108—280 л. с.).
YC6B/YC6J — вертикально расположенные рядные шестицилиндровые четырёхтактные атмосферные либо турбированные дизельные двигатели объёмом от 6,4 до 6,8 л с водяным охлаждением мощностью 75—123 кВт (100—165 л. с.).
YC6CL/YC6C — вертикально расположенные рядные шестицилиндровые четырёхтактные турбодизельные двигатели объёмом от 39,5 до 54,6 л с водяным охлаждением и интеркулером мощностью 360—890 кВт (480—1200 л. с.).
YC6T — 16,3-литровый вертикально расположенный рядный шестицилиндровый четырёхтактный турбодизельный двигатель с водяным охлаждением и интеркулером мощностью 220—400 кВт (300—540 л. с.).

## Награды
- В мае 2013 года подразделение Guangxi Yuchai Machinery Company Limited компании China Yuchai International Limited получило награды «Gold Cup Award» и «Annual Service Award» от Commercial Vehicle[7].